# Oberflächentemperatur (Thermodynamik)
Die Oberflächentemperatur ist die Temperatur eines Körpers, die an dessen Oberfläche herrscht und somit, in Bezug auf dessen Wärmestrahlung, die von außen sicht- bzw. messbare Temperatur ist. Sie ist sowohl von Bedeutung, wenn das Innere des Körpers eine andere Temperatur besitzt als die Randschichten, als auch wenn man Prozesse der Wärmeübertragung auf der Oberfläche bzw. zwischen Oberflächen und Körperinnerem/Körperumgebung beschreiben will.

## Thermodynamik und Wärmeübertragung
Ein Temperaturgradient innerhalb eines Körpers tritt auf, wenn sich ein Körper mit zunächst homogener Temperatur in einer kälteren oder wärmeren Umgebung befindet, ihm also Wärme zu oder abgeführt wird. Die Außenschichten passen dabei ihre Temperatur schneller an die Umgebungstemperatur an, als das, je nach Temperaturleitfähigkeit, mehr oder weniger stark thermisch isolierte Innere. So hat zum Beispiel ein Körper, der im Wasserbad erwärmt wird, an seiner Oberfläche eine höhere Temperatur als im Inneren, wobei gleiches auch in umgekehrter Form für eine Abkühlung gilt.